# Richard Branson
Sir Richard Charles Nicholas Branson 
(sinh ngày 18 tháng 7 năm 1950) là một ông trùm kinh doanh, nhà đầu tư, và nhà từ thiện người Anh. 
Ông được biết đến trong vai trò là người sáng lập của Tập đoàn Virgin, bao gồm hơn 400 công ty.
Branson đã bày tỏ mong muốn của mình trở thành một doanh nhân từ khi còn rất trẻ. Ở tuổi 16, liên doanh kinh doanh đầu tiên của ông là một tạp chí có tên Student. Năm 1970, ông thành lập một doanh nghiệp đặt hàng đĩa hát qua thư. Năm 1972, ông mở một chuỗi các cửa hàng đĩa hát, Virgin Records, sau này được biết đến với cái tên Virgin Megastores. Thương hiệu Virgin của Branson đã tăng trưởng nhanh chóng trong những năm 1980, khi ông thành lập Virgin Atlantic và mở rộng công ty âm nhạc Virgin Records.
Trong tháng 3 năm 2000, Branson đã được phong tước hiệp sĩ tại Cung điện Buckingham vì những đóng góp hữu ích cho kinh doanh. Trong tháng 7 năm 2015, Forbes liệt kê giá trị tài sản ước tính của Branson là 5,2 tỷ USD.

## Thời niên thiếu
Branson mắc chứng khó đọc và có thành tích học tập kém; vào ngày cuối cùng ở trường, hiệu trưởng Robert Drayson nói với cậu học trò Branson rằng cậu rồi sẽ phải ngồi tù hoặc trở thành một triệu phú. Branson cũng từng trò chuyện công khai về chứng ADHD của mình. Cha mẹ của Branson đã ủng hộ những nỗ lực của con mình ngay từ khi cậu còn nhỏ. Mẹ của Branson là một doanh nhân; một trong những dự án thành công nhất của bà là chế tạo và bán hộp đựng khăn giấy bằng gỗ và thùng đựng giấy vụn.

## Công việc kinh doanh
Sau khi đã cố gắng và rồi thất bại trong việc nuôi trồng và bán cả cây thông Noel và vẹt yến phụng, Branson đã thành lập một tạp chí mang tên Student vào năm 1966 cùng với Nik Powell. Số đầu tiên của Student đã ra mắt vào tháng 1 năm 1968, và một năm sau, giá trị tài sản ròng của Branson đã được ước tính là 50.000 bảng Anh. "Trụ sở" của công việc kinh doanh này nằm trong hầm mộ của Nhà thờ Thánh Gioan, gần đường Bayswater, ở Luân Đôn. Mặc dù có khởi đầu không thành công như mong đợi, tạp chí của Branson sau đó đã trở thành một thành phần quan trọng của công việc kinh doanh đĩa nhạc theo đơn đặt hàng qua thư mà Branson đã bắt đầu từ chính Nhà thờ Thánh Gioan nơi đặt trụ sở của Student. Branson đã sử dụng tạp chí này để quảng cáo các album nổi tiếng và thúc đẩy doanh số bán đĩa của mình.
Branson sau đó đã mở một cửa hàng đĩa nhạc trên phố Oxford ở Luân Đôn. Năm 1971, ông đã bị thẩm vấn về việc bán đĩa nhạc đã được kê khai là xuất khẩu. Vấn đề này không bị đưa ra trước tòa vì Branson đã đồng ý hoàn trả bất kỳ khoản thuế thu mua chưa thanh toán nào ở mức 33% và một khoản tiền phạt là 70.000 bảng Anh. Cha mẹ ông đã đem căn nhà của gia đình đi thế chấp lần nữa để giúp trả khoản tiền hòa giải đó.

## Tác phẩm
- Branson, Richard (1998). Losing My Virginity: How I've Survived, Had Fun, and Made a Fortune Doing Business My Way. Virgin Books. ISBN 978-0-81296-714-2.
- Branson, Richard (2006). Screw It, Let's Do It. Virgin Books. ISBN 978-0-7535-1149-7.
- Branson, Richard (2008). Business Stripped Bare. Virgin Books. ISBN 978-0-7535-1503-7.
- Branson, Richard (2010). Reach for the Skies: Ballooning, Birdmen and Blasting Into Space. Virgin Books. ISBN 978-1-905264-91-9.
- Branson, Richard (2011). Screw Business as Usual. Portfolio/Penguin. ISBN 978-1-59184-434-1.
- Branson, Richard (2013). Like a Virgin: Secrets They Won't Teach You at Business School. Virgin Books. ISBN 978-0-75351-992-9.
- Branson, Richard (2014). The Virgin Way: How to Listen, Learn, Laugh and Lead. Virgin Books. ISBN 978-1-90526-490-2.